# Клайсон
Клайсон Энрике да Силва Виейра (порт. Clayson Henrique da Silva Vieira более известный, как Клайсон порт. Clayson; родился 19 марта 1995 года в Ботукату, Бразилия) — бразильский футболист, полузащитник клуба «Баия».

## Биография
Клайсон — воспитанник клуба «Унион Сан-Жуан». В 2012 году он дебютировал за основной состав в матче Лиги Паулисты 2 против «Атлетико Сорокаба». В том же году Класон провёл полгода на правах аренды в молодёжном составе «Гремио». В 2013 году он присоединился к молодёжке клуба «Итуано». 24 марта в поединке Лиги Паулиста против «Оэсте» Клайсон дебютировал за новую команду. В 2014 году он помог «Итуано» выиграть Лигу Паулиста.
Летом 2015 года Клайсон на правах аренды перешёл в «Понте-Прета». 3 сентября в матче против «Крузейро» он дебютировал в бразильской Серии А. По итогам сезона клуб выкупил трансфер Клайсона. 3 июня 2016 года в поединке против «Атлетико Минейро» он забил свой первый гол за «Понте-Прета». В начале 2017 года интерес к Клайсону обозначил московский ЦСКА.
В том же году Клайсон перешёл в «Коринтианс». 28 мая в матче против «Атлетико Гоияниенсе» он дебютировал за новую команду. 24 сентября в поединке против «Сан-Паулу» Клайсон забил свой первый гол за «Коринтианс». По итогам дебютного сезона он стал чемпионом Бразилии.

## Достижения
Командные
 «Итуано»
- Чемпион штата Сан-Паулу — 2014

 «Коринтианс»
- Чемпион Чемпионат Бразилии по футболу (Серия A) — 2017